# Egon Pruggmayer
Egon Pruggmayer (* 11. Februar 1905 in Dresden; † 24. November 1983 in Leipzig) war ein deutscher Buchgestalter, Maler, Zeichner, Illustrator und Hochschullehrer. Mit seinen Buchausstattungen und Buchgestaltungen hatte er einen bedeutenden Anteil an der Entwicklung der Buchkunst in der DDR.

## Leben
Pruggmayer wuchs in Dresden auf und studierte ab 1922 an der städtischen Kunstakademie. Außerdem besuchte er die Kunstakademien von Wien, Weimar und Leipzig. Am Staatlichen Bauhaus in Weimar war er Schüler von Paul Klee. Er wurde schon früh als Illustrator tätig und bebilderte zahlreiche Bücher sowie Buchumschläge und Reklamematerial vor allem für den Leipziger Verlag L. Staackmann. Dort erschien unter anderem die Deutsche Stilfibel von Ludwig Grote, für die er die Abbildungen beisteuerte. Später wurden auch andere Leipziger Verlage auf ihn aufmerksam und er begann seine Tätigkeiten für den Insel Verlag, der vor allem für seine kunstvoll gestalteten Buchumschläge bekannt war, für den Felix Meiner Verlag, Reclam und die Dieterich’sche Verlagsbuchhandlung.
Nach dem Ende des Zweiten Weltkriegs war Egon Pruggmayer ab 1946 Professor für Grafik und Leiter der Abteilung Buchgestaltung an der Staatlichen Akademie für graphische Künste und Buchgewerbe Leipzig, der heutigen HGB. Er unterrichtete dort unter anderen von 1947 bis 1951 Wolfgang Mattheuer, einen der späteren Wegbereiter der Leipziger Schule. Weitere Schülerinnen und Schüler waren u. a. Andreas Brylka, Irmgard Horlbeck-Kappler, Günter Jacobi, Else Luise Keil (1926–2009), Johannes Keller (* 1936), Karl-Heinz Lange, Ursula Mattheuer-Neustädt, Hans Mau, Rolf-Felix-Müller, Hans Neupert, Ingrid Schultheiß, Helmut Selle, Gerhard Tag, Ino Zimmermann, Paul Zimmermann und Sonja Wunderlich (* 1936)
In der DDR spielte das Illustrieren eines literarischen Textes oder eines Umschlages bei der Buchproduktion und in der Kunst eine sehr große Rolle, und deshalb genossen derartige Künstler ein gutes Ansehen. Auch die Verlage hegten ein besonderes Interesse an dieser Kunstform, jedoch wurde Pruggmayers Vorliebe für Grafikdesign aus der Vorkriegszeit als zu „formalistisch“ und „nicht zeitgemäß“ eingestuft, und das stand im Widerspruch zur offiziell propagierten realsozialistischen Kunst. Und doch überstand Pruggmayer 1951 die Säuberungen im Zuge der Formalismusdebatte an der Leipziger Kunstakademie.
So konnte er bei der Deutschen Buchkunst-Ausstellung 1952 in Leipzig, die durch die staatliche Kommission für Kunstangelegenheiten veranstaltet wurde, zusammen mit Hans H. Bockwitz, Julius Rodenberg und Erich Schwanecke teilnehmen. Außerdem nahm Pruggmayer 1959 an der Internationalen Buchkunst-Ausstellung in Leipzig und 1969 an der Buchkunstausstellung der DDR, die im Internationalen Ausstellungspavillon in der Berliner Friedrichstraße stattfand, teil.
1971 erschien das Bilder ABC. Das Buch zeigt zu jedem Buchstaben des Alphabets, streng stilisiert, Gegenstände aus der Vorstellungswelt von Kindern (bsp.: P wie Pferd). Es herzustellen war nur in enger Zusammenarbeit mit dem Klischeehersteller, Drucker, Buchbinder und Verlag möglich. Egon Pruggmayer wollte mit dem Bilder-ABC damit die Möglichkeiten druckerischer und buchbinderischer Technik dem Betrachter „in letzter Feinheit vor Augen führen“. Das in seiner Auflage begrenzte Werk misst 3 mm × 2,5 mm, damit ist es bis heute das kleinste im Auflagendruck hergestellte Buch der Welt. Sein letztes Werk wurde der mehrfarbige Druck Meditation, dieser zeigt durcheinandergebrachte Formen, die weit von seinen einst präzisen Formgebungen entfernt sind. Dieses Werk war auch Gegenstand des Treffens der Europäischen Gesellschaft für Neurochemie (ESN) im Jahr 2009 in Leipzig.
Pruggmayer wohnte mit seiner Frau Gertrud in der Sebastian-Bach-Straße im Leipziger Bachviertel. Er war Sammler von Gemälden und anderen Kunstgegenständen.
Nach dem Tod seiner Ehefrau lebte er in Meusdorf. Er starb nach langer Alzheimer-Krankheit im „Bezirkskrankenhaus für Psychiatrie Leipzig-Dösen“.

## Werke (Auswahl)

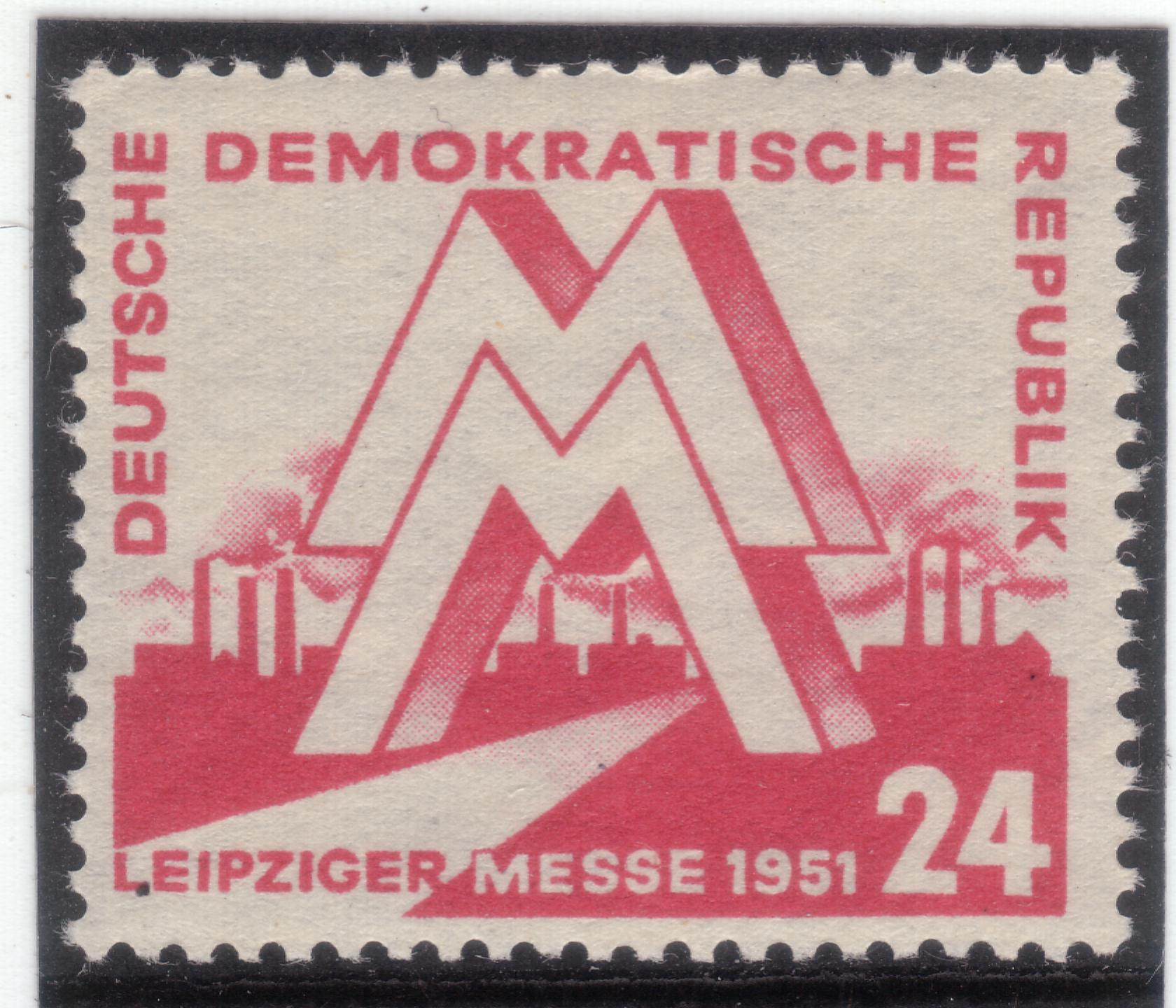
Briefmarke zur Leipziger Frühjahrsmesse 1951 in roter Version
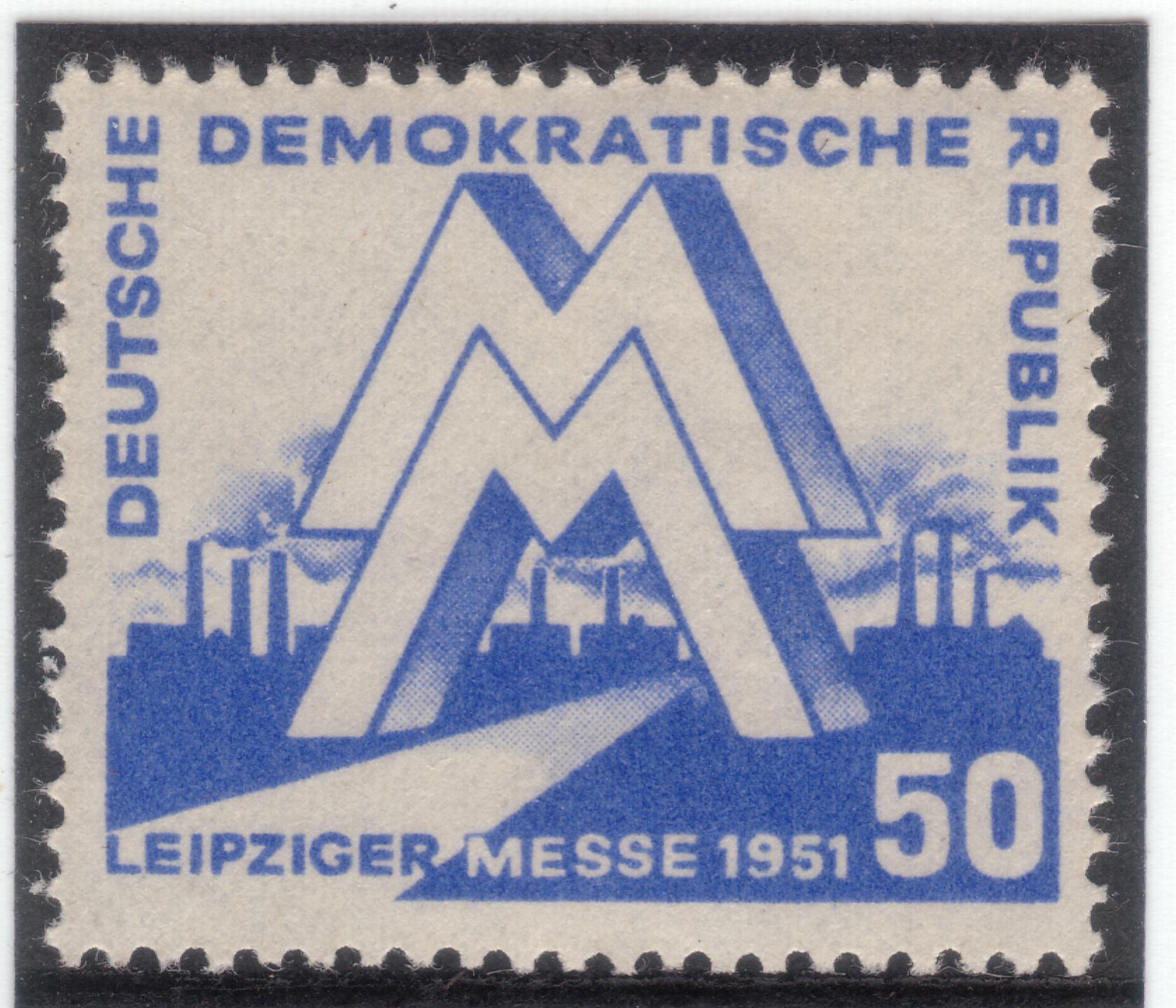
Briefmarke für die Leipziger Frühjahrsmesse 1951 in blauer Version

### Bilder
- Meditation, 1983idw-online.de

In Werken:
- Das festliche Jahr. Gedichte, Johannes Linke, Holzschnitte und Umschlag von Egon Pruggmayer. Verlag Aufstieg, Leipzig, 1928
- Almanach auf das Jahr 1929, Hammer–Verlag, Leipzig, 1929
- Von Schelmen und braven Leuten – Ein Anekdotenbuch, Heinrich E. Kromer, Taschenbuch, 1934
- Almanach auf das Jahr 1937, L. Staackmann, Leipzig, 1936
- Die Engelsbotschaft, Hartmann, W. G, Eine Weihnachtslegende, Erste Ausgabe, Leipzig, 1936
- Deutsche Stilfibel, Ludwig Grote, 1937
- Abendländische Baukunst – Eine Baugeschichte in Beispielen, Denis Boniver, Staackmann Verlag, Leipzig, 1940
- Jugoslawische Erzähler von Lazarević bis Andrić. Manfred Jähnichen, Dieterichs, Leipzig, 1960

### Druckgrafiken
- Bilder ABC, Edition Leipzig, 1971

(unvollständig)

## Schriften (Auswahl)
- Wiederkehr des Ornaments, April 1953, S. 50–55.
- Schrift und Ornament in Merseburger Dom, May 1953, S. 81–4.
- Zur Frage der Reliefprägung, Juli 1953, S. 109–11.
- Schutzumschläge, Leipzig, 1965zvab.com